# Storia segreta
La Storia segreta (titolo originale in greco antico: Ἀνέκδοτα, Anècdota, "Scritti inediti"; in latino: Arcana historia) è un'opera storica di Procopio di Cesarea, scritta nel 550 e pubblicata postuma dopo il 565.

## Storia editoriale
Scritta nel 550 (32º anno del regno di Giustiniano, dato che Procopio considera come parte del regno di Giustiniano anche il regno del predecessore e zio Giustino I), non venne pubblicata mentre era ancora in vita Giustiniano, visto il contenuto dell'opera. Essa è infatti un libello diffamatorio che accusa Giustiniano di aver deliberatamente rovinato l'Impero romano e se Procopio l'avesse pubblicata avrebbe probabilmente rischiato la vita.
A causa di ciò, dell'esistenza dell'opera si venne a conoscenza solo molti secoli dopo la sua redazione; Fozio nella sua Biblioteca non ne fa nessuna menzione, e solo l'enciclopedia del X secolo Suda fece menzione esatta dell'opera e ne trascrisse persino alcuni frammenti.

### Scoperta dell'opera
Venendo a conoscenza dell'esistenza dell'opera leggendo la Suda, gli studiosi incominciarono le ricerche di questo libro, che furono per molto tempo infruttuose; per quel che sappiamo, Giovanni Lascaris aveva portato in Italia da Costantinopoli un esemplare dell'opera, che poi donò a Lorenzo de' Medici: dopodiché si persero le tracce dell'opera, anche se è assai probabile che l'esemplare sia stato portato in Francia da Caterina de' Medici. Mentre alcuni studiosi cercavano proprio in Francia il manoscritto dell'opera, si venne a conoscenza che un altro esemplare era in possesso di Giovanni Pinelli. Purtroppo quest'ultimo esemplare sembra esser finito in acqua per il naufragio della nave su cui tale manoscritto avrebbe dovuto essere portato a Napoli.
Finalmente l'opera fu rinvenuta da Nicolò Alemanni, custode della Biblioteca Vaticana, che nella Biblioteca di cui era il custode ne trovò ben due esemplari. I due manoscritti rinvenuti da Alemanni, tratti evidentemente uno dall'altro, mancavano entrambi dell'inizio dell'opera e contenevano inoltre diverse lacune; il più antico mancava persino del finale dell'opera, mentre il più recente, pur contenendo il finale, era in condizioni più malandate. Alemanni cercò per quanto possibile di emendare i due manoscritti da ogni errore di cui i copisti potessero averli gravato, ma non poté colmare le lacune; inoltre con note eruditissime raccolse testimonianze a giustificazione di quanto pareva a prima vista fosse da Procopio detto con scandalosa esagerazione. Alemanni pubblicò a Lione l'editio princeps della Storia segreta di Procopio nel 1623.
L'opera fu poi pubblicata a Parigi nel 1663 da Claude Maltret, che perfezionò il testo sulla base della scoperta di un ulteriore manoscritto. Sulla fede di uno scritto del Montfaucon — nel quale affermava che l'opera di Procopio che aveva consultato nella Biblioteca Ambrosiana fosse in nove libri (essendo il nono la Storia segreta) — lo studioso gesuita Pierre Poussines trovò nell'Ambrosiana la Storia segreta, ne trascrisse le varie lezioni, e soprattutto quanto dell'inizio dell'opera mancava nei codici vaticani, e mandò tutto questo materiale a Maltret, il quale poté quindi mandare alle stampe un'edizione migliore dell'opera. Nella Biblioteca Ambrosiana erano contenuti ben due esemplari della Storia segreta, il più antico dei quali sembra provenisse dalla Tessaglia.

## Contenuto
Nella prefazione l'autore afferma di aver scritto quest'opera in modo che le iniquità di Giustiniano non venissero dimenticate dalle generazioni future; lo scopo dell'opera è dunque esporre tutte le iniquità dell'Imperatore che l'autore dovette tacere nella Storia delle guerre per paura di essere ucciso da sicari.
Procopio accusa Giustiniano e Teodora di aver rovinato deliberatamente l'Impero romano, facendo di tutto per opprimere e impoverire i sudditi: con l'aumento delle tasse, con l'aumento della corruzione, con innovazioni che portarono solo rovina, garantendo l'immunità alla fazione degli Azzurri, con le guerre di conquista che causarono la morte di milioni di persone, con la confisca di beni ai senatori ecc. Procopio afferma addirittura che Giustiniano non sarebbe un essere umano ma il principe dei demoni incarnatosi in un imperatore per rovinare l'Impero; e narra pure delle dicerie che confermerebbero la sua tesi (tipo che Giustiniano sarebbe stato visto girare di notte per il palazzo senza testa oppure che un tale disse di aver visto seduto sul trono non Giustiniano ma il principe dei demoni, oppure Teodora sognò che si sarebbe sposata con il principe dei demoni). Questo servì a Procopio per attribuire a Giustiniano anche la peste, i terremoti e le inondazioni che afflissero l'Impero sotto il suo regno.
L'opera si conclude così:
(Storia segreta, 30)

### Struttura dell'opera
La struttura dell'opera è la seguente:
- Capitoli 1-5: sono dedicati a Belisario e Antonina e il ritratto di Belisario che ne esce da questa opera è opposto a quello della Storia delle guerre. Se infatti nella Storia delle guerre viene dato un ritratto molto positivo di Belisario, dipinto come un uomo virile, magnanimo con i vinti e vittorioso in guerra, nella Storia segreta Belisario è un uomo talmente innamorato della moglie (anche adultera) da esserne schiavo; inoltre viene anche criticato per non aver mosso un dito per aiutare il figliastro Fozio, perseguitato da Teodora, per aver anteposto gli interessi familiari al successo della spedizione contro la Persia e per aver impedito che la figlia Giovannina sposasse il nipote di Teodora, assecondando il volere della moglie di cui, a dire di Procopio, continuava ad essere schiavo. Viene anche accusato di aver depredato gli Italici e di non aver avuto il coraggio di affrontare il re degli Ostrogoti Totila con grosso danno per i Bizantini.
- Capitoli 6-8: famiglia e carattere di Giustiniano.
- Capitoli 9-10: infanzia di Teodora. Viene narrato come un'attrice prostituta sia diventata un'imperatrice.
- Capitoli 11-14: avarizia, persecuzioni e atti ingiusti di Giustiniano; perseguita gli eretici, scatena le lotte tra gli Azzurri e i Verdi. Dicerie sulla natura demoniaca di Giustiniano e Teodora.
- Capitoli 15-17: Crimini e iniquità dell'Imperatrice Teodora, che rinchiude le prostitute in un convento costringendole con la violenza a una vita di penitenza, protegge le adultere e costringe delle nobildonne a sposare controvoglia degli uomini rozzi.
- Capitolo 18: Giustiniano con le sue guerre causa milioni di morti, mentre i territori dell'Impero nei Balcani e in Oriente vengono saccheggiati da Slavi, Persiani e Saraceni. Molte persone vengono uccise da terremoti, peste e altre catastrofi naturali, anch'esse attribuite a Giustiniano.
- Capitoli 19-23: viene criticata l'amministrazione finanziaria, rapace e predatoria.
- Capitoli 24-26: Giustiniano opprime l'esercito, i mercanti, le professioni, il popolo.
- Capitoli 27-29: Altri atti iniqui di Giustiniano, accusato di corruzione ed ipocrisia.
- Capitolo 30: Giustiniano riforma la corte. I senatori sono costretti a dirsi suoi schiavi e a chiamare Giustiniano e Teodora "Signore" e "Signora" invece di "Imperatore" e "Imperatrice". Conclusione con presagio sulla morte dell'imperatore.

## Attendibilità
La pubblicazione dell'opera a cura di Nicolò Alemanni, che tra l'altro la tradusse anche in latino corredandola di note a piè di pagina che riportavano le fonti a supporto delle affermazioni di Procopio, non mancò di suscitare scalpore tra gli studiosi, dato che all'epoca la figura storica di Giustiniano godeva di buona reputazione presso gli studiosi a causa della sua fondamentale riforma del diritto e delle sue conquiste, e non mancò chi attaccò l'opera dell'Alemanni. Per esempio nel 1654 l'Eiscelio, riproducendo l'opera in Helmstadt, vi aggiunse virulente osservazioni contro l'Alemanni e lo stesso Procopio, e note in difesa di Giustiniano. Secondo l'Eiscelio l'Alemanni, custode della Biblioteca Vaticana, pubblicò la Storia segreta unicamente per adulare il suo pontefice. Dopo aver vituperato l'Alemanni, l'Eiscelio passa a Procopio, mettendo in dubbio l'autenticità del libro, oppure sostenendo che fu interpolato, ovvero modificato da qualcun altro; oppure l'Eiscelio cercò di screditare Procopio come acerrimo nemico di Giustiniano, e pienissimo di odio contro di lui, ipotizzando inoltre che quest'odio derivasse dalla possibilità che Procopio fosse di religione pagana.
La Storia segreta di Giustiniano scritta da Procopio, secondo Voltaire, è una satira dettata dalla vendetta; e quantunque la vendetta possa far dire la verità, questa satira, che contraddice la storia pubblicata di Procopio, non pare sempre vera.
Alle osservazioni dell'Eiscelio e del Voltaire rispose Giuseppe Compagnoni nella sua prefazione alla traduzione in italiano della Storia segreta. Secondo Compagnoni non ci sono prove né che Procopio fosse pagano né che provasse risentimento nei confronti di Giustiniano, né si può dubitare dell'autenticità dell'opera. Numerosi passi delle opere di Evagrio e Zonara, nonché di altri autori, confermano molti degli aneddoti narrati nella Storia segreta di Procopio. Inoltre Compagnoni fa notare che non sussistono prove che la Storia segreta contraddica la Storia delle guerre dello stesso autore: a una lettura non superficiale della Storia delle guerre si può notare che Procopio attaccò anche nella storia pubblicata il governo di Giustiniano, condannando l'empietà di Giovanni di Cappadocia, l'avarizia di Triboniano, l'indole fraudolenta di Areta; persino Belisario, del quale l'opera di Procopio sembra essere un panegirico, non fu esente da critiche: nel libro III della Guerra gotica, Procopio scrisse di Belisario: «Belisario partì per Costantinopoli con niun decoro, mentre per cinque anni interi mai non poté piantar piede in Italia, né con sicure marcie avanzarsi. In tutto quel tempo nascostamente fuggivasi coll'armata da un porto all'altro: onde tanto più i nemici si fecero sicuri e soggiogarono Roma, e tutti gli altri luoghi. Egli lasciò cinta di crudele assedio Perugia, città principale di Toscana, la quale, mentr'egli veleggiava per Costantinopoli, rimase presa.» E lo stesso Giustiniano non fu esente dalle critiche dell'autore nella medesima Storia delle guerre: nell'ottavo libro della Storia delle guerre Procopio lo critica per le paghe di nuovo negate ai soldati, le trascurate provvigioni di guerra, la prodigalità fastosa usata con Isdigiune, ambasciatore persiano, aggiungendo poi che sotto Giustiniano si pagò ogni anno alla Persia un tributo, che ogni anno si diedero magnificentissimi donativi agli Unni infestatori continui delle provincie romane, e che colla intempestiva indulgenza da Giustiniano usata, specialmente verso i capi dell'esercito, egli molto nocque all'Impero. Nel libro ottavo Procopio afferma addirittura che: «Giustiniano imperadore era per lo più solito a perdonare ai duci, dell'esercito delinquenti; e questa era la cagione, per la quale essi vedeansi gravissimamente peccare contro la militare disciplina e la repubblica.»
Secondo J.B. Bury, Procopio usò due trucchi sofistici per far apparire Giustiniano come un tiranno:
1. mette in evidenza come "sue novità" abusi eredità dei governi precedenti.
2. rivela abusi occasionali come voluti dall'Imperatore, omettendo tutto ciò che potesse contrastare questa tesi.

Si può provare che molte delle critiche, anche se c'è un fondo di verità in esse, siano ingiuste. La "teoria demoniaca", la storia pornografica della giovinezza dissoluta di Teodora e l'astio che emerge dall'opera non fanno che gettare discredito su di essa. Tuttavia Procopio, pur deformando i fatti, non li inventa dal nulla: vari abusi narrati nell'opera sono narrati anche in altre fonti primarie e da un'altra fonte si può dedurre che la giovinezza di Teodora fu dissoluta, esattamente come afferma Procopio. La conclusione a cui giunge J.B. Bury è che l'opera può essere utilizzata come fonte storica ma con cautela: bisogna distinguere i semplici fatti riportati dalle interpretazioni di Procopio che li deformano.
Alcuni storici hanno messo in dubbio l'autenticità dell'opera, avanzando l'ipotesi che non fosse stato veramente Procopio a scriverla, ma secondo J.B. Bury il suo stile è inconfondibile e nessun imitatore avrebbe potuto emularlo; da un confronto con la Storia delle guerre si può vedere che le due opere non sono in contrasto tra di loro; infatti in entrambe Procopio critica Giustiniano. Nella storia pubblica Procopio dovette trattenersi nel criticare Giustiniano facendolo in maniera velata (mettendo per esempio le critiche al governo giustinianeo in bocca ai nemici dell'Impero, attribuendole così a loro e non a sé stesso); nella Storia segreta, non essendo stata pubblicata, poté invece sfogare tutto il suo odio per l'Imperatore, forse dovuto a una mancata promozione.

## Traduzioni italiane
- Storia segreta, [Volgarizzamento del cav. Compagnoni], in Opere, vol. I, Milano, Francesco Sonzogno, 1828. [prima traduzione italiana]
- Le inedite, testo e trad. di Domenico Comparetti, edizione postuma licenziata da Domenico Bassi, Roma, Istituto Storico Italiano, 1928.
- La storia arcana, a cura di Guido Astuti, Roma, Fratelli Palombi, 1944.
- Storia arcana, a cura di Alessandro Cutolo, Collana Storica, Novara, Istituto Geografico De Agostini, 1969.
- Storia segreta, A cura di Filippo Maria Pontani, Collana paperbacks storici n.7, Roma, Newton Compton, 1972.
- Carte segrete, traduzione di Lia Raffaella Cresci Sacchini, Collana I Grandi Libri n.190, Milano, Garzanti, 1977-2016.
- Storia inedita, introduzione, trad. e note di Federico Ceruti, consulenza di Federico Roncoroni, Milano, Rusconi, 1977.
- Storia segreta, Collana Letteratura n.12, Club del Libro Fratelli Melita, 1981.
- Storie segrete, Introduzione, revisione critica del testo e note di Fabrizio Conca. Versione italiana di Paolo Cesaretti. Testo greco a fronte, Collana Classici Greci e Latini n.1118, Milano, BUR, 1996, ISBN 978-88-17-17118-2.